# Leptonema hirsutum
Leptonema hirsutum är en nattsländeart som beskrevs av Oliver S. Flint Jr. 1974. Leptonema hirsutum ingår i släktet Leptonema och familjen ryssjenattsländor. Inga underarter finns listade i Catalogue of Life.